# Marek Żukowski
Marek Żukowski (ur. 11 grudnia 1952 w Gdyni) – profesor zwyczajny fizyki teoretycznej na Uniwersytecie Gdańskim, specjalista od zagadnień związanych z podstawami mechaniki kwantowej. Jego zainteresowania naukowe dotyczą między innymi twierdzenia Bella i interferometrii kwantowej.

## Życiorys
Jest synem gdyńskiej graficzki Halszki Żukowskiej i wnukiem profesora Romualda Cebertowicza, inżyniera hydrotechniki i posła na Sejm PRL I kadencji. Ukończył studia na Wydziale Matematyki, Fizyki i Chemii Uniwersytetu Gdańskiego. Po nawiązaniu znajomości z prof. Antonem Zeilingerem z Uniwersytetu Wiedeńskiego Żukowski rozwinął swoje zainteresowania teorią informacji i interferometrią kwantową. Ich pierwsza wspólna praca naukowa pochodzi z 1991 roku; razem stworzyli także serię projektów międzynarodowych Quantum Optics and Quantum Information. Współpracuje również z Haraldem Weinfurterem z Monachium, Jian-Wei Panem z Heidelbergu i Hefei, Mohamedem Bourenanne ze Sztokholmu, a także m.in. z Narodowym Uniwersytetem Singapuru. Jest też jednym z wykonawców programów europejskich SCALA i Qubit Applications oraz członkiem rad naukowych kilku instytucji (m.in. Krajowe Laboratorium Fizyki Atomowej, Molekularnej i Optycznej w Toruniu i Krajowe Centrum Informatyki Kwantowej w Gdańsku).
W latach 2005–2018 dyrektor Instytutu Fizyki Teoretycznej i Astrofizyki Uniwersytetu Gdańskiego.
W latach 2010–2018 członek Rady Narodowego Centrum Nauki. W 2020 r. został członkiem korespondentem PAN.

## Wybrane prace
- „Event-Ready Deterctors” Bell Experiment via Entanglement Swapping (Żukowski, Zeilinger, Horne, Ekert, Phys. Rev. Lett. 71, 4297, 1993), która wprowadza pojęcie wymiany splątania,
- Violations of Local Realism by Two Entangled N-Dimensional Systems Are Stronger than for Two Qubits (Kaszlikowski, Gnaciński, Żukowski, Miklaszewski, Zeilinger, Phys. Rev. Lett. 85, 4418, 2000), w której autorzy wykazują, iż w przypadku [stan kwantowy|stanu kwantowego] dwóch quNitów (układy kwantowe opisywane N-wymiarową [przestrzeń Hilberta|przestrzenią Hilberta]) nieklasyczne właściwości rosną wraz ze wzrostem N.
- Bell’s Theorem for General N-Qubit State (Brukner, Żukowski, Phys. Rev. Lett. 88, 240401, 2002), w której autorzy uogólniają Twierdzenie Bella na przypadek dowolnej liczby obserwatorów.

## Nagrody i wyróżnienia
- Nagroda Ministra Nauki i Szkolnictwa Wyższego (1983, 1994, 2000)
- Stypendium Fundacji Batorego (1988)
- Nagroda Rektora Uniwersytetu Gdańskiego (1993, 1998, 2005)
- Nagroda programu MISTRZ Fundacji na rzecz Nauki Polskiej (2004)
- Nagroda Fundacji na rzecz Nauki Polskiej (2013)[4]
- Nagroda Naukowa Miasta Gdańska im. Jana Heweliusza w kategorii nauk przyrodniczych i ścisłych za sformułowanie teoretycznych podstaw eksperymentalnej interferometrii wielofotonowej stanów splątanych i badanie konsekwencji zjawisk nieklasycznych dla naszego zrozumienia podstaw teorii kwantów oraz możliwości zastosowania tych zjawisk w kwantowej komunikacji (2016)[5]